# Wertvoll (Kurzfilm)
Wertvoll ist ein französischer animierter Kurzfilm von Paul Mas aus dem Jahr 2020.

## Handlung
Julie ist Außenseiterin in ihrer Grundschulklasse. Eines Tages kommt mit dem Jungen Emile ein neues Kind in die Klasse. Emile wird neben Julie gesetzt. Er ist nur jede zweite Woche in der Schule, da er in der anderen Zeit eine Sonderschule besucht. Emile hat im Schwimmunterricht Angst und hat große Schwierigkeiten, sich während der Schulstunden zu konzentrieren. Die meiste Zeit malt er in ein kleines Heft. Julie versucht, sich mit Emile anzufreunden und sammelt mit ihm während der Pausen Marienkäfer, was seine Lieblingsbeschäftigung ist. Die Klassenkameraden lachen sie deswegen aus.
In der Woche, in der Emile nicht in der Schule ist, entdecken die Klassenkameraden Julies Zeichentalent. Sie loben sie und verunstalten eine ihrer Zeichnungen von Emile. Sie lacht mit darüber. Als Emile zurück in der Klasse ist, schenkt er Julie einen selbstgestrickten Schal. Sie verliert ihn auf dem Pausenhof beim Spiel mit den anderen Kindern. Nur Emile sitzt allein und ist enttäuscht. Er verlässt die Klasse, während der Unterricht läuft. Beim Schwimmunterricht hört Julie Emile in der Umkleidekabine weinen. Sie geht in die Kabine und bedeckt den nackt daliegenden Emile mit seiner Jacke. Emile ist verzweifelt, weil er seine Badehose vergessen hat. Die Jacke rutscht von ihm und die Lehrerin findet beide in der Kabine – Emile nackt und Julie nur im Badeanzug. Es kommt zum Elterngespräch, bei dem sich Emile verschließt und Julie die Situation kaum erklären kann. Die Frage, ob sie Emile mag, verneint sie und ergänzt, dass sie ihn eklig findet. Emile darf die Schule nicht mehr besuchen und Julie kommt in eine neue Schule. Hier zeichnet sie allein auf dem Schulhof, findet jedoch bald Beachtung aufgrund ihres Zeichentalents. Als sie sieht, wie ein anderer Schüler auf dem Hof gemobbt wird und anschließend weint, ignoriert sie ihn.

## Produktion
Wertvoll war der erste professionelle Kurzfilm, den Paul Mas als Regisseur und Animator umsetzte. Die Idee kam Mas, als er an einem Schulhof vorbeikam und die „Wildheit“ der Kinder sah. Er wollte dieser Entwicklung auf den Grund gehen, da die Schulzeit seiner Meinung nach der erste Ort ist, an dem man „einen gewissen Sozialdarwinismus“ lernt. Mas schuf mit Emile eine autistische Person, auch wenn Autismus im Film nicht als solcher benannt wird; wichtig war Mas die Darstellung eines Kindes „außerhalb der Norm“.
Es dauerte zwei Jahre, bis die Finanzierung des Films gesichert war. Wertvoll entstand in Stop-Motion, wobei der Puppenbau allein ein Jahr in Anspruch nahm. Die Dreharbeiten fanden von Januar bis September 2019 statt. Bis Ende 2019 folgte die Postproduktion.
Wertvoll wurde erstmals am 8. Oktober 2020 auf dem Festival International du Film Francophone de Namur (FIFF) gezeigt. Weitere Festivalaufführungen folgten, so im November 2020 auf dem portugiesischen Festival Cinanima, Anfang 2021 auf dem Festival du Court-Métrage de Clermont-Ferrand sowie im Mai 2021 auf dem Internationalen Trickfilm-Festival Stuttgart. Bereits am 1. November 2020 hatte ARTE den Film erstmals im deutschen Fernsehen ausgestrahlt.

## Auszeichnungen
Wertvoll gewann 2021 den Grand Prix im internationalen Wettbewerb des Internationalen Trickfilm-Festivals Stuttgart. Der Film war zudem 2021 für den Grand Prize des Kurzfilmwettbewerbs des Filmfestivals Animafest Zagreb nominiert. Wertvoll erhielt 2022 eine César-Nominierung in der Kategorie Bester animierter Kurzfilm.